# Himantopus
Himantopus je rod dlouhokřídlých ptáků z čeledi tenkozobcovití (Recurvirostridae), jehož zástupci se vyskytují v brakických a slaných mokřadních biotopech teplých a horkých oblastí všech kontinentů kromě Antarktidy. Všichni zástupci v češtině nesou rodové jméno pisila. Název rodu Himantopus pochází ze starořeckého ἱμάς (himás = řemen) a πούς (poús = noha). Do rodu se řadí následující recentní druhy:
| Obrázek | Vědecké jméno       | Běžné jméno               | Rozšíření                                   |
| ------- | ------------------- | ------------------------- | ------------------------------------------- |
|         | pisila čáponohá     | Himantopus himantopus     | Evropa, Asie a Afrika                       |
|         | pisila bělohlavá    | Himantopus leucocephalus  | jihovýchodní Asie, Austrálie a Nový Zéland  |
|         | pisila jihoamerická | Himantopus melanurus      | Jižní Amerika                               |
|         | pisila černokrká    | Himantopus mexicanus      | Severní Amerika, sever Jižní Ameriky, Havaj |
|         | pisila černá        | Himantopus novaezelandiae | Jižní ostrov Nového Zélandu                 |

Vedle výše zmíněných je znám i fosilní druh Himantopus olsoni z pozdního miocénu, který byl objeven v okrese Mohave v Arizoně.